# Endeslev
Endeslev (eller Enderslev som den tidligere hed) er en lille landsby på Sydsjælland ca. 13 kilometer syd for Køge i Stevns Kommune. Byen har en kirke og eget sogn – Endeslev Sogn.
Fra 1921 til 1970 lå byen i Præstø Amt og fra 1970 til 2007 i Roskilde Amt. I dag ligger Endeslev i Region Sjælland.
Endeslev er i 2005 af det daværende Roskilde Amt udnævnt som et særligt bevaringsværdigt område sammen med det tilstødende Povlstrup.
Byen har engang heddet Endisløf, og kirken er ca 800 år, og byen estimeres til at være yderligere 400 år gammel.